# Kwiecień 2014

## 30 kwietnia
- W wieku 82 lat zmarł Mieczysław Wilczek, minister przemysłu PRL w latach 1988-1989, współtwórca reform wprowadzających wolny rynek w Polsce. (polskieradio.pl)

## 27 kwietnia
- W Watykanie na placu św. Piotra papież Franciszek ogłosił świętymi swych poprzedników na stolicy Piotrowej – Jana XXIII i Jana Pawła II. (tvp.info, tvn24.pl)
- Drużyna Skry Bełchatów zdobyła tytuł mistrza Polski w piłce siatkowej mężczyzn w sezonie 2013/2014 (onet.pl)

## 25 kwietnia
- Z powodu choroby nowotworowej zmarł Tito Vilanova, hiszpański trener piłkarski związany z klubem FC Barcelona. (mundodeportivo.com)

## 24 kwietnia
- W wieku 92 lat zmarł polski poeta, prozaik i dramaturg Tadeusz Różewicz, autor m.in. tomu poezji Matka odchodzi, za który został wyróżniony nagrodą Nike; kawaler Krzyża Wielkiego Orderu Odrodzenia Polski (gazeta.pl)

## 17 kwietnia
- W wieku 87 lat zmarł kolumbijski pisarz Gabriel García Márquez, laureat Nagrody Nobla z 1982. (gazeta.pl)
- NASA ogłosiła odkrycie planety Kepler-186f, pierwszej planety pozasłonecznej wielkości Ziemi znajdującej się w ekosferze (nasa.gov)

## 12 kwietnia
- Zakończyły się, rozgrywane w Tel Awiwie, mistrzostwa Europy w podnoszeniu ciężarów. (pzpc.pl)

## 9 kwietnia
- W Indonezji odbyły się wybory parlamentarne w których ostatecznie zwyciężyła Demokratyczna Partia Indonezji – Walka (indonesia-investments.com)

## 6 kwietnia
- Koalicja Fidesz-KDNP wygrała wybory parlamentarne na Węgrzech (budapeszt.msz.gov.pl)

## 3 kwietnia
- Drużyna Ciarko PBS Bank KH Sanok zdobyła mistrzostwo Polski w hokeju na lodzie w sezonie 2013/2014 (hokej.net)

## 1 kwietnia
- Zmarł francuski mediewista Jacques Le Goff, jeden z ważniejszych przedstawicieli historycznej szkoły „Annales”.
- Zaginęły Kris Kremers i Lisanne Froon (zob. śmierć Kris Kremers i Lisanne Froon)